# De Beurs (1635)
De Beurs was een beursgebouw in Rotterdam dat van 1635 tot 1736 aan de Noordblaak stond, nabij de Gapersbrug. Het gebouw diende als een overdekte handelslocatie. Op de plek waar De Beurs gebouwd was, was eerst een vismarkt (Vischmarkt).
Het beursgebouw werd opgericht nadat het eerdere beursgebouw dat in 1598 opgericht was aan het Haringvliet N.Z. te klein was bevonden. Gedurende de achttiende eeuw bleek ook De Beurs bij de Gapersbrug te klein te worden. In 1736 werd een nieuw gebouw op de hoek van het water Blaak en de straat Westnieuwland opgericht dat eveneens De Beurs heette.